# Alexis Kpadé
Alexis Michel Roger Dodji Kpade, né le 11 novembre 2005 à Saint-Romain-de-Colbosc en France, est un nageur béninois. Il représente le Benin aux Jeux Olympiques d'été 2024.

## Biographie
Alexis Kpade est trois fois médaillé d'or en nage dos aux championnats d'Afrique Junior Zone 2 au 50m 100m et 200m. Il également remporte la médaille d'argent au 50m papillon au championnat  d'Afrique junior zone 2. Il a  également été trois fois finaliste au jeux Africains 2024 et deux fois finaliste au championnat d'Afrique senior.

## Records
Il détient le record  béninois du 200m nage dos avec un chrono de 2’06’'66. Aux jeux olympiques de 2024 il termine en quarts de finale et bat son record personnel avec un score de 57,61 seconde en 100m dos. Il n'accède au demi-finales.